# 가나안
가나안(북서 셈어: knaʿn; 페니키아어: 𐤊𐤍𐤏𐤍 – Kenāʿan; 히브리어: כְּנַעַן – Kənáʿan; 고대 그리스어: Χανααν – Khanaan; 아랍어: كَنْعَانُ – Kan‘ān, 영어: Canaan)은 기원전 제2천년기 고대 근동에 있던 셈어 계열 언어를 구사하는 문명이자 지역이다. 가나안이란 명칭은 성경 곳곳에서 등장하는데, 성경에서 가나안 지역은 레반트 지역, 특히 페니키아, 블레셋, '이스라엘 땅' 등의 성경의 주요 이야기 속 배경으로 등장하는 남 레반트 지역에 해당한다.
'가나안인'이라는 용어는 남부 레반트 혹은 가나안 지역 여러 토착 민족 집단(정주, 유목민 집단 포함)을 포괄하는 두루뭉실한 민족 지칭 용어다. 이 용어는 성경에서 가장 많이 사용한 민족 용어다. 여호수아기에서 가나안인들은 멸해져야 하는 민족 목록에 포함되었다가, 이후 이스라엘인들이 절멸시킨 집단으로 묘사했다. 성경학자 마크 스미스는 고고학적 자료들이 "이스라엘인들의 문화는 가나안인들의 문화와 상당히 겹치고 그들에서 전래되었다... 요약하자면, 이스라엘인들의 문화는 사실상 대부분 가나안의 문화였다."라는 것을 암시한다 언급한바 있다.:13–14 '가나안인'이란 이름은 이후에 기원전 5세기경부터 고대 그리스인들에게 페니키아인들의 자칭 지명으로 알려졌다는 것이 확인되었으며, 가나안어 구사자들의 카르타고(기원전 9세기 건국) 이주 이후로는, 고대 후기 기간 북아프리카의 포에니인들의 자기 지칭어("Chanani")로도 사용되었다.
가나안은 이집트, 히타이트, 미탄니, 아시리아 등의 세력권이 겹치는 곳이었기에 청동기 말기 아마르나 시기에 대단한 지정학적 중요성을 띠었다. 가나안에 관한 현대적 지식들은 텔 아조르, 텔 메기도, 엔 에수르, 게제르 등지의 발굴조사에서 비롯한 것들이다.

## 어원
가나안이라는 말은 히브리어 케나안(כנען)에서 유래한 코이네 그리스어 카나안(Χανααν)과 라틴어 카나안(Canaan)에서 전래되었다. 기원전 14세기에 작성된 아마르나 문서에서는 키나아흐나(𒆳𒆠𒈾𒄴𒈾)로 나타나며, כנען이라는 표현은 제1천년기 말 페니키아의 주화들에서도 발견된다. 헤카타이오스의 문서들에서 카나(Χνᾶ)라는 표현이 그리스어로 처음 등장했다.
가나안이란 지명의 어원은 밝혀지지 않았다. 초기에는 이 단어를 '(위치, 지위가) 낮은, 공손한, 복속된'을 뜻하는 셈어 어근 'knʿ'에서 비롯한 것으로 보았다. 이에 따라 일부 학자들은 가나안이 '고지대'를 뜻하는 아람과 대조되는 '저지대'라는 원래 의미를 내포한다 주장했으며, 다른 학자들은 가나안이 당시 레반트에 있던 이집트의 속주 이름으로서, '종속된 곳'을 의미하며, 프로빈키아 노스트라(현재 프랑스 프로방스 지역으로, 로마인들의 첫 알프스 이북 식민지이며, '우리들의 속주'를 의미한다)와 유사한 방식으로써 고유 명칭으로 발전되었다고 주장하였다.
이프리엄 애빅도어 스파이저가 1936년에 제시한 다른 어원 제시 안은 주장한 바에 따르면 자줏빛을 나타내는 후르리어 단어 키나후(Kinahhu)에서 유래했으며, 이에 따르면 '가나안'과 '페니키아'는 동의어(자줏빛의 땅)가 된다. 20세기 초에 후르이인들의 도시 누지에서 발견된 점토판에선 '키나흐누'(Kinahnu)라는 용어를 이르면 기원전 1600년에 바빌론의 카시트인 지배자들이 뿔소라에서, 지중해에서는 페니키아인들이 유리세공의 부산물에서 공들여 만들어낸, 붉은색 또는 자주색 염료의 동의어로 사용한 것으로 보인다. 자줏빛 직물은 출애굽기에서도 언급된, 가나안의 유명한 수출품이 되었다. 이 보랏빛 염료가 그 염료의 원산지에서 이름 붙여진 것일 수 있다. 페니키아라는 명칭은 분명히 같은 상품을 가리키는, ‘자줏빛’이라는 그리스어 단어와 연관성이 있으나, 이 그리스어가 페니키아에서 유래했는지 아니면 그 반대인지를 확실히 말하는 것은 곤란하다. 페니키아의 티레의 자줏빛 직물은 널리 알려졌고 로마인들을 통해서 귀족 및 왕족과 연관지어졌다. 그럼에도 로버트 드루스에 따라, 스파이저의 주장은 일반적으로 폐기되었다.

## 역사

### 개요
- 기원전 4500년 이전까지 (선사시대 – 석기 시대): 사냥-채집 사회가 서서히 농경과 목축 사회로 변모
- 기원전 4500–3500년 (동기 시대): 초기 금속 세공 및 농경 사회 시기
- 기원전 3500–2000년 (청동기 초기): 기록이 남아 있지 않은 시기
- 기원전 2000–1550년 (청동기 중기): 도시 국가 시대
- 기원전 1550–1200년 (청동기 후기): 이집트의 헤게모니

철기 시대 이후의 시기들은 가나안을 지배했던 아시리아, 바빌로니아, 페르시아, 그리스(헬레니즘), 로마 등의 여러 제국들의 이름을 따 붙여진다.

### 선사

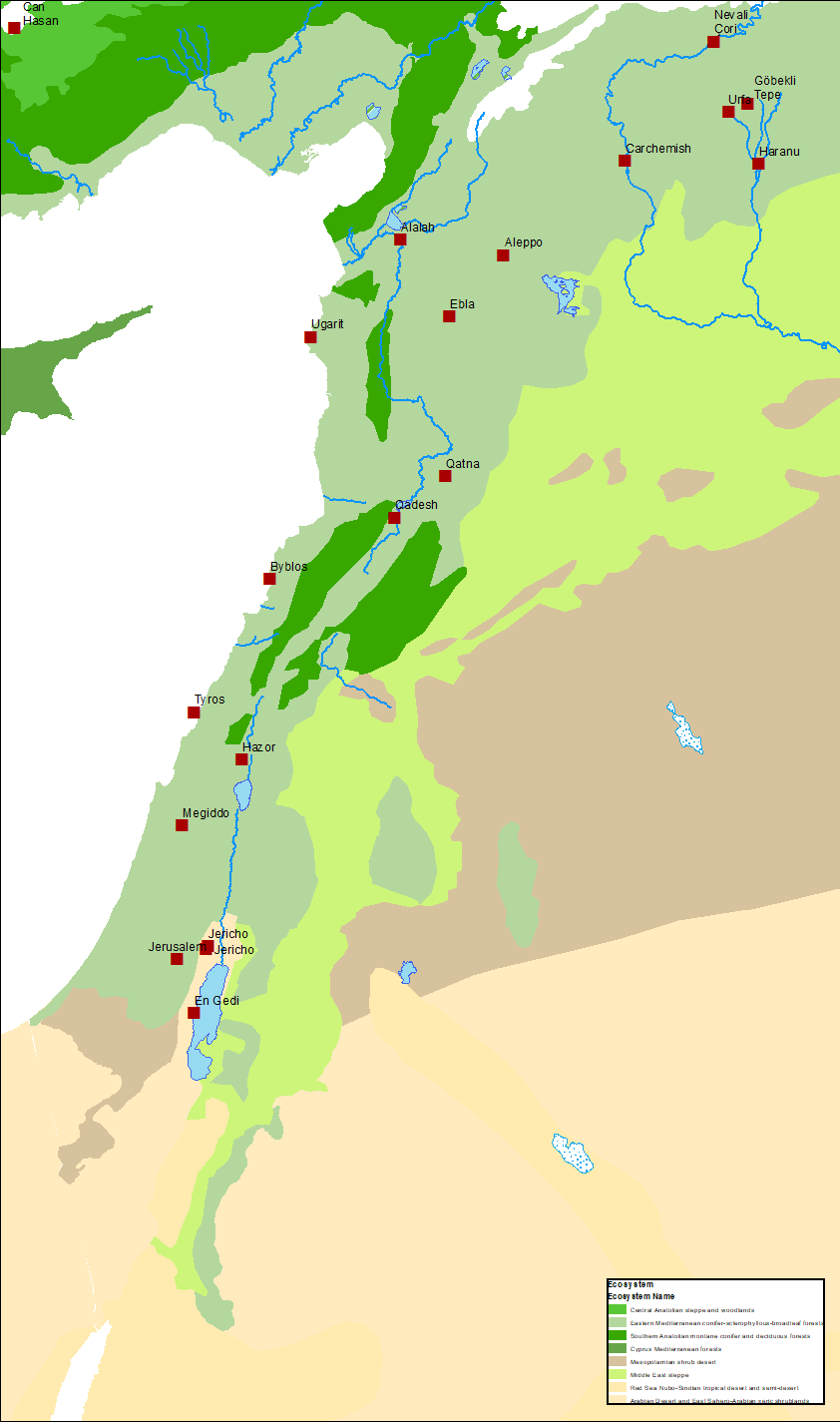
가나안의 자연지리학 지형

가나안의 문화는 가술 문화라고 하는 동기 시대 원시 가나안인들의 문화에서 발전하였다. 가술 문화 그 자체는 인접한 아라비아 유목 목축 집단에서 발전한 것으로, 이 목축 집단은 기원전 6200년경 신석기 혁명을 촉발한 기후 위기 당시 동물을 사육하던 나투프/하리피안 문화가 농경 문화인 선토기 신석기 B와 결합함으로써 발생한 집단이다

### 동기 (4500–3500년)
원시 가나안인들은 기원전 4500년대부터 레반트로 이주하기 시작하였다. 이들은 집약적인 자급 원예, 대규모 곡물 재배, 상업용 포도주 제작 및 올리브 경작, 이동 방목식 목축 등으로 이뤄진, 가나안 지방의 전형적인 지중해 농경 체계를 개척했다. 이들은 소규모 마을에 살며, 구리를 캐내어 생산하였다. 원시 가나안인들은 셈어가 아프리카아시아어족에서 분리되던 기원전 3800년경에 가나안인들이 되었다. 당시 가나안인들의 주요 신전이 엔 게디와 메기도에 지어졌다는 사실도 확인되었다. 가나안의 대부분이 동지중해 침엽수-경엽수-활엽수림 생태 지역으로 덮여 있었다. 동기 시대 말에 지중해 남쪽에서 엔 에수르라는 도시가 생겼다.

### 초기 청동기 (3200–2000년)
초기 청동기 시대까지 동셈어군의 일종인 에블라어가 사용되던 에블라와 같은 곳들이 자생적으로 발달하였으나, 기원전 2300년경 사르곤 대왕 및 나람신의 아카드 제국을 기반으로 한 메소포타미아권에 합병당한다. 유프라테스강 유역의 서쪽 지역인 마르투에 대한 수메르인들의 언급은 사르곤보다 더 이전 시기까지 거슬러 올라가, 최소한 수메르 왕인 우루크의 엔샤쿠샨나 때까지 이르며, 수메르의 한 점토판은 실제 사건 이후 몇 세기 뒤에 만들어져 신뢰도가 떨어진다는 평가를 받기는 하지만, 초기 수메르 왕인 루갈안네문두가 마르투를 지배했다고 적혀있었다.
에블라의 옛 기록들은 하솔과 예루살렘을 포함한 여러 성경의 장소들에 대한 언급을 나타냈다. 에블라 그리고 아모리인들은 하솔, 카데시(오론테스강의 카데시), 아무루 왕국(시리아)의 어딘가에서 가나안의 북쪽 및 북동쪽과 접했는데, 우가리트 역시 아모리족에 속했던 것으로 추정된다. 기원전 2154년 아카드 제국의 붕괴 당시 티그리스강 동쪽의 자그로스산맥(현재 이란)에서 키르벳 케락 토기를 사용하던 집단이 이주해 왔다. 그 외에, DNA 분석을 통해서 기원전 2500–1000년 사이에, 자그로스의 동기 문화권과 캅카스의 청동기 문화권의 사람들이 레반트 남부로 이주했음이 밝혀졌다.
남부 레반트 최초의 도시들이 이 시기에 발생하였고, 주요 도시들은 엔 에수르와 메기도 등이었다. 이 '원시 가나안인'들은 남쪽으로는 이집트, 북쪽으론 소아시아 (후리인, 하티인, 히타이트인, 루비아인)와 메소포타미아 (수메르, 아카드, 아시리아)의 사람들과 정기적인 교류를 하였고, 이 경향은 철기 시대까지 이어진다. 이 시기의 끝은 가나아인들이 도시들을 버리고 농경 및 반유목 성격의 목축 중심의 마을을 기반으로 한 삶의 방식으로 돌아가면서 종료되었으며, 그럼에도 이들은 특화된 공예 제작술을 유지하고 교역로도 개방한 채로 두었다. 고고학적으로, 후기 청동기 시대의 국가 우가리트 (시리아의 라스 삼라)는 이들의 언어 우가리트어가 가나안어군의 성질에 속하지는 않지만, 그럼에도 본질적으론 가나안인 계열이라 여겨진다.

### 중기 청동기 (2000–1550년)
도시화가 다시 이뤄졌고 가나안 지역은 소규모 도시국가들로 나뉘어 있었으며, 그중에서도 가장 주요했던 곳은 하솔이었던 것으로 보인다. 이 당시 가나안의 물질 문화의 많은 측면들은 메소포타미아의 영향을 반영했으며, 가나안 전 지역이 방대한 국제 교역 체계에 한층 더 밀접히 속하게 되었다.
아카드의 나람신의 재위 (기원전 2240년경)만큼 이른 시기, '아무루'는 수바르투/아시리아, 수메르, 엘람과 함께 아카드를 둘러싼 '네 세력' 중 하나라 불렸다.
아모리 왕조는 또한 라르사, 이신 등을 포함한 메소포타미아 대부분을 지배하게 되었고 기원전 1894년에 바빌로니아를 건국한다. 이후에, 아무루는 가나안 북부와 더불어 남부 내륙 지대를 나타내는 아시리아/아카드어 지칭어가 되었다. 이 당시에 가나안 지역은 이스르엘 계곡의 메기도를 중심으로 하는 측과 좀 더 북쪽에 오론테스강의 카데시를 중심으로 하는 두 도시 연합측으로 나뉘어 있던 것으로 보인다.
수무아붐이란 이름의 아모리인 지도자가 기원전 1894년에 독자적인 도시국가 바빌론을 세웠다. 바빌로니아의 왕 중 한 명인 함무라비 (기원전 1792–1750년)는 제1차 바빌로니아 제국을 건국하였으며, 이 제국은 그의 일생 기간만큼만 지속되었다. 그가 죽자, 아모리인들은 아시리아에서 밀려나, 기원전 1595년까지 바빌로니아의 지배자로 있다가 그 뒤 히타이트인들에게 축출당한다.
반허구적인 《시누헤 이야기》는 세누스레트 1세 재위(기원전 1950년경) 기간 ‘상 레트케누’(Upper Retchenu)와 ‘피느쿠’(Finqu) 지역에 군사 활동을 벌인 이집트 관료 ‘시누헤’에 대해 묘사한다. ‘멘투’(Mentu), ‘레트케누’(Retchenu), ‘세크멤’(Sekmem, 세겜)의 원정에 관한 가장 이른 이집트 기록은 세누스레트 3세 재위 때(기원전 1862년경)로 추정되는, 세베크쿠 스텔레이다.
기원전 1650년 무렵에, 가나안인들은 이집트 삼각주의 동부를 침입했으며, 그곳에서 힉소스로 알려진 그들은 지배 세력이 되었다.
이집트의 비문들에서는, ‘아마르’(Amar)와 '아무루'(Amurru, 아모리인) 등이 오론테스강에 이르는, 페니키아의 동쪽 좀 더 북쪽의 산악 지대에 엄밀히 적용되었다.
이후에 가나안인들의 것으로 확인된 다수의 고고학 유적지들은 가나안 지역의 번영이 하솔의 지도하에서 최소한 이집트의 명목상 속국이라는 지위를 대부분 유지하며, 중기 청동기 시대 동안에 절정에 다다랐음을 보여주었다, 북쪽에선, 얌하드와 카트나 같은 도시들이 주요 도시 연합체의 패권국들이었고, 성경 속의 하솔은 남쪽에 있는 또다른 도시 연합의 맹주였던 것으로 보인다.

### 후기 청동기 시대 (1550–1200년)

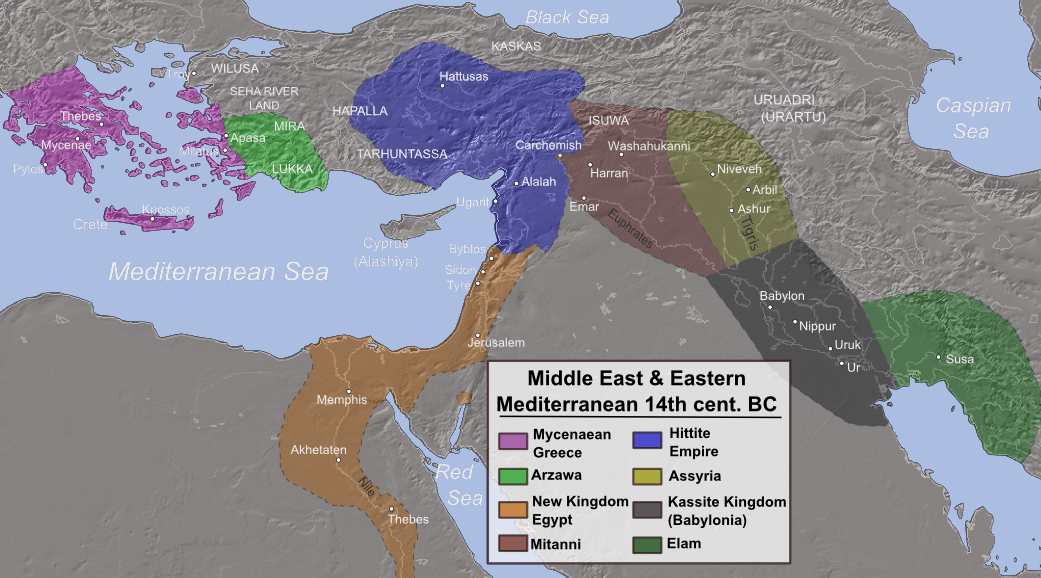
당시 강대국들인 이집트(오렌지색), 하티(청색), 카시트의 비빌론 왕국 (검정), 중 아시리아 제국 (노랑), 미타니 (갈색)를 나타내는 아마르나 시대의 고대 근동 지도. 아카이아/미키네 문명 영역은 보라색으로 표시.

후기 청동기 시대의 초기에, 가나안의 도시 연합체들은 이집트와 히타이트 제국에 복속되기 이전엔 메기도와 카데시를 중심으로 하였다. 이후에 또한 신 아시리아 제국이 가나안 지역을 장악하기도 하였다.
성경에 따르면, 가나안 지역에 정착했던 것으로 보이는 고대 셈어인족 이주 집단들에 이전에 바빌로니아를 지배했던 아모리인들이 있었다. 타나크는 족보의 민족들에서 아모리인들을 언급한다 (창세기 10장 16-18절). 분명한 것은 아모리인들이 가나안의 초기 역사에서 중대한 역할을 하였다는 것이다. 창세기 14절 7장, 여호수아기 10장 5절, 신명기 1장 19절과 27절 그리고 44절에서 아모리들이 남쪽 산악 지대에 있음을 알 수 있으나, 민수기 21장 13절,  여호수아기 9장 10절과 24장 8절 그리고 12절 등의 구절에서는 위대한 아모리인들의 왕 두 명이 요르단강 동쪽인 헤스본과 아스테르스에 거주한다고 말한다. 그렇지만, 창세기 15장 16절과 48장 22절, 여호수아기 24장 15절, 판관기 1장 34절을 비롯한 다른 경전들의 구절들은 ‘아모리인’이라는 이름을 가나안인들의 동의어로 여졌지만 그럼에도 아모리인은 해안가의 사람들에는 결코 사용되지 않았다.
성경상의 히브리인들의 출현에 앞서 수세기 전에, 이집트의 지배 지역이 산발적이었고, 잦은 토착민들의 봉기와 내부 도시들 간의 갈등을 억제할 만큼 충분히 강하지는 못했지만 가나안의 일부 지역과 시리아 남서쪽 지역은 이집트 파라오의 조공국 상태가 되었다. 가나안의 북부와 시리아 북부 같은 지역들은 이 시기에 아시리아의 지배에 놓여 있었다.

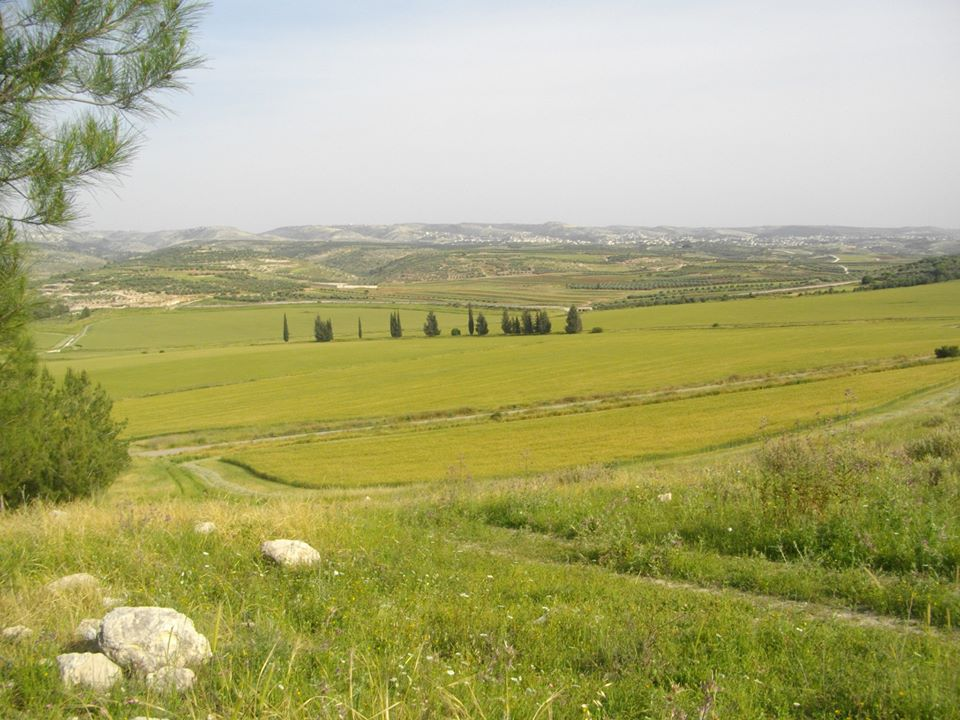
가나안의 전형적인 경관 생태

투트모세 3세 (기원전 1479–1426년)와 아멘호테프 2세 (기원전 1427–1400년) 시기에, 이집트 지배자와 그의 군대의 지속적이고 강력한 영향력은 아모리인들과 가나안인들이 충성심을 충분하게 유지하게끔 했다. 그렇지만, 투트모세 3세는 이 지역의 인구에서 새롭고 문제를 일으키는 한 집단에 대하여 기록을 남겼다. 하비루 또는 이집트어로 아피루 ('Apiru)들이 처음으로 기록되었던 것이다. 이들은 용병, 도적때 혹은 무법자들로 보이며, 한때 정착 생활을 했을지도 모르나, 이들 집단이 뿌리를 내리지 못하게 한 요소에 기여한 불운이나 상황과 환경에 떠밀려, 자신들의 지원에 대한 대가를 치를 어떠한 지역 유력자들과 왕, 혹은 군주들에게 고용될 준비를 갖췄다.
아카드어로 도적때로 설명된 수메르 설형문자 표기 SA-GAZ 혹은 아카드어로는 하비리라고 한 민족들은 수메르의 왕인 우르 제3왕조의 슐기 재위 시기 때부터 메소포타미아에서 알려졌으나, 이들의 가나안 지역 출현은 아시리아 북쪽에 소아시아를 기반으로 하고 말이 끄는 전차 귀족 사회인 마르야누인들이 중점이된 새로운 국가의 등장에서 기인한 것으로 보이며, 이들 마르야누들은 미탄니라고 알려진, 후르리인들의 인도아리아인계 지배자들과 관련되어 있다.
하비루는 민족 집단이라기보다는 좀 더 사회 계층처럼 보이기도 한다. 한 분석 결과에서는 셈어 화자들도 다수 있었지만, 하비루의 대다수가 후르리인(고립어를 구사한 소아시아의 비셈어군 화자 집단)이었고, 그중에는 심지어 일부 카시트인들과 루비아인들도 있었다고 나타내었다. 아멘호테프 3세의 재위 시기는 결과적으로 하비루/아피루가 정치적 불안정에 큰 기여를 했기 때문에 아시아 지방에서는 그다지 평온하지 않았다. 호전적이던 지도자들은 대체로 주변의 왕의 도움 없이는 자신들의 지위를 얻을 수 없었음에도 독립의 기회를 엿보았다고 일부에서는 여겨진다. 이런 불만을 품은 귀족들 중 가장 용맹하던 이가 아무루의 지배자인 압디 아시르타의 아들 아지루로, 그는 아멘호테프 3세가 죽기 이전부터 다마스쿠스 평야로 세력을 늘리려 했었다. 카트나(하마 인근) 총독 아키지는 이러한 소식을 아지루의 시도를 저지하려던 것처럼 보이던 이집트의 파라오에게 보고 하였다. 그러나 다음 파라오의 치세 (아크나톤, 재위: 기원전 1352년경-1335년경)에, 이집트 대신에 인근 소아시아를 기반으로 팽창하던 수필룰리우마 1세 치세(재위: 기원전 1344년경–1322년)의 히타이트 제국에 충성심을 열렬히 보낸 압디아시르타와 아지루는 구블라의 총독 립하다 같은 이집트에 충성하는 가신들과 끊임없는 분쟁을 야기했다.
이에 따라 가나안에서 이집트의 세력은 히타이트인 (또는 하티인)들이 아멘호테프 3세 치세 때 시리아로 진입하여, 이들이 아모리인들을 제거하고 셈족계 민족들의 이주를 촉진하며, 아멘호테프의 후임자들 시기에 더욱 큰 위협이 되던 시기에, 중대한 퇴보를 겪었다. 압디아시르타와 그의 아들 아지루는 처음에는 히타이트들을 두려워했으나, 히타이트 왕들과 조약을 맺은 뒤에는 히타이트에 가담하여 이집트에 충성을 유지하던 지역들을 공격하여 정복하였다. 리브하다는 저 멀리 있던 파라오에게 원조를 요청하는 감동적인 호소를 보냈으나, 파라오는 그 소식에 관심을 갖기에는 자신의 종교 개혁에 너무나 열중했기에 허사였다.
아마르나 문서는 시리아 북쪽의 하비리들에 대하여 전하며, 에타카마는 파라오에게 다음의 서신을 보냈다:
"경청하소서, 남야와자가 주군의 도시들 전부를 카데시와 우비 땅의 도적때(SA-GAZ)에게 넘겼습니다. 그렇지만 저는 나설 것이고, 당신의 신들과 당신의 태양이 제 앞에서 앞장선다면, 저는 하비리들로부터 그 도시들을 주군께 되찾고 그들을 주군께 복종시겠으며, 그 도적때들을 내쫒겠나이다."
유사하게 시돈의 왕 짐리다도 “파라오께서 나에게 내려주신 나의 모든 도시들이 하비리들에게 넘어갔다.”라고 나타냈으며, 예루살렘의 왕 압디헤바는 파라오에게 다음과 같이 전했다:
"만일 병력(이집트의 병력)이 올해 안에 도착한다면, 영토와 군주들은 주군께 남게 될 것이지만, 병력이 오지 않는다면, 이 영토들과 군주들은 군주께 남지 않을 것입니다."
압디헤바의 주요 문제사항들은 일리킬리와 라바야의 후예들이라 불리는 이들한테서 일어났는데, 이들은 하비리들과 반역을 목적으로 한 동맹을 맺었다고 한다. 분명한 것은 이 무자비한 전사들이 기나 공방전에서 그를 죽게 한 것이다. 그러나 이 모든 군주들은 파라오에게 보낸 서간에서 서로를 헐뜯었고, 반역적 행위에 대한 자신들의 무고함을 주장했다. 이에 대한 예시로 배신을 했다고 에타카마에게 비판을 받았던 남야와자는 파라오에게 다음과 같이 전했다:
”경청하소서, 저와 제 군사들은 제 동포들과 아피루, 수투인과 함께 주군이 마음대로 명하시는 어디로든지 즉시 움직이는 군대입니다”
신왕국 시대가 시작될 무렵에, 이집트는 레반트 거의 전저역에 지배력을 행사했었다. 제18왕조 기간에 지배력은 강력히 유지되었지만, 제19왕조와 제20왕조 시기에 불안정해졌다. 람세스 2세는 기원전 1275년 카데시에서 히타이트와의 교착된 전투 상황으로 레반트의 지배권을 유지할 수 있었으나 얼마 후에, 히타이트는 레반트 북부 (시리아와 아무루)를 성공적으로 장악해냈다. 건축 사업에 물두되어 있던 반면에 아시아의 소식을 등한시 하던 람세스 2세는 레반트에 대한 지속적인 지배력 감소를 야기하고 말았다. 그의 후임자인 메르넵타 치세에, ‘이스라엘’이라 알려진 사람들을 포함한 레반트 남부 지역의 여러 장소들을 파괴했다고 주장하는 메르넵타 스텔레 반포되었다. 그러나, 고고학적 조사에서 메르넵타 스텔레에서 언급된 지역들 어느 곳에서도 파괴의 흔적이 나타나지 않았고 따라서 선전 활동으로 행해진 것으로 보이며, 이 군사 활동은 남부 레반트의 고지대를 피했을 가능성이 크다. 람세스 3세 (기원전 1186-1155년) 치세 기간에 걸쳐, 남부 레반트에 대한 이집트의 지배력은 바다 민족, 좀 더 명확히는, 남서쪽의 해안 평야에 정착했던 블레셋인들의 침입의 여파로 완전히 소멸했다.

### 청동기 시대의 붕괴
앤 킬러브루(nn Killebrew는) 예루살렘 같은 도시들이 '이스라엘 민족 이전 시기'인 청동기 IIB 시대와 이스라엘 민족의 철기 IIC 시대 (각각 기원전 1800–1550년경과 기원전 720–586년경)에는 크고 성벽으로 둘러싸인 중요 도시였으나, 후기 청동기와 철기 시대 I과 IIA/B 시대 사이 기간에는 작고 상대적으로 중요도가 떨어지며 요새화되지 않았음을 증명해냈다.
아마르나 시대 직후, 가나안 남부(그 외 지역은 당시 아시리아가 지배)에 대한 이집트의 지배에 문제를 일으킨 새로운 문제가 발생했다. 파라오 호렘헤브는 요르단강을 건너 갈릴리와 이즈르엘에서 이어지는 이집트의 무역로를 위협하던 유목민들인 샤수(이집트어로 방랑자들)에 대한 원정에 나섰다. 세티 1세 (기원전 1290년경)는 Taru (Shtir?) 요새에서 "Ka-n-'-na"에 이르는, 사해의 동쪽과 남쪽에 살던 셈어족계 유목민들인 샤수를 정복해냈다고 전해진다. 거의 패배할 뻔한 카데시 전투 이후 람세스 2세는 이집트의 영향력을 유지하기 위해 가나안으로 원정을 해야만 했다. 이집트군은 모압과 암몬으로 진격하여, 영구 주둔지를 세웠다.
일부에선 '하비루'가 '히브리인들' 그리고 특히나 자신들을 위한 비옥한 토지를 장악하려던 판관기 시대의 초기 이스라엘인들이라 알려진 모든 유목 민족들을 일반적으로 나타낸다고 믿는다. 그러나, 이 용어는 샤수를 묘사하는 데 드물게 사용되고는 했다. 이 용어가 다른 모압인, 암몬인, 에돔인 들 같은 그 밖에 고대 동족 셈어를 구사하는 민족들을 포함하는지는 불확실하며, 모든 이들을 지칭하는 종족명이 아닐 수도 있다.

### 철기 시대
초기 철기 시대 무렵, 지중해 연안의 불레셋인들의 도시 국가들, 요르단강 동쪽의 아람 다마스쿠스, 모압 왕국, 암몬, 남쪽으로는 에돔을 제외한 레반트 남부는 북이스라엘 왕국 및 유다 왕국의 지배에 놓였다. 레반트 북부는 시리아 히타이트라고 하는 소왕국들과 페니키아인들의 도시 국가들로 분열되어 있었다.
이스라엘, 불레셋, 사마리아 등과 함께 모든 페니키아/가나안 및 아람인 국가들을 포함한 전 지역이 기원전 10세기와 9세기 기간 신아시리아 제국에 정복되어, 기원전 7세기 말까지 300여년간 지배하에 놓였다. 아슈르나시르팔, 아다드-니라리 2세, 사르곤 2세, 티글라트-필레세르 3세, 에사르하돈, 센나케립 아슈르바니팔 같은 아시리아의 통치자들이 가나안 국가들을 정복하였다. 누비아 왕조 시기 이집트가 가나안 지역에 교두보를 다시 확보하려다 실패하였고, 아시리아에 완패하며, 아시리아의 이집트 침입 및 정복과 쿠시 왕조의 멸망으로 이어졌다. 유다 왕국은 아시리아에 조공을 바쳐야만 했다. 기원전 616 - 605년 사이에 아시리아 제국은 지속적인 격렬한 내전과 그 이후에 이어진 바빌로니아인, 메디아인, 페르시아인, 스키타이인 연합군의 공격으로 무너졌다. 바빌로니아인들은 가나안, 시리아, 이스라엘, 유다 왕국을 포함한 아시리아 제국의 서쪽 영토를 물려받았다. 바빌로니아인들은 뒤늦게 자신들의 옛 주인들인 아시리아를 도우러 온 이집트 세력을 성공적으로 제압하였으며, 근동 지역에 발판을 회복하려는 시도로 가나안 지역을 유지하였다. 바빌로니아 제국은 기원전 539년에 무너졌고, 가나안 지역은 페르시아인들에게 넘어가 아케메네스 제국의 일부가 되었다. 그러다 기원전 332년에 알렉산드로스 대왕이 이끄는 그리스인]들에게 정복되었으며, 이후 기원전 2세기 후기에 로마에 넘어갔으며, 서기 7세기 아랍인들의 침입과 정복 때까지 비잔티움에 속했다.

## 문화

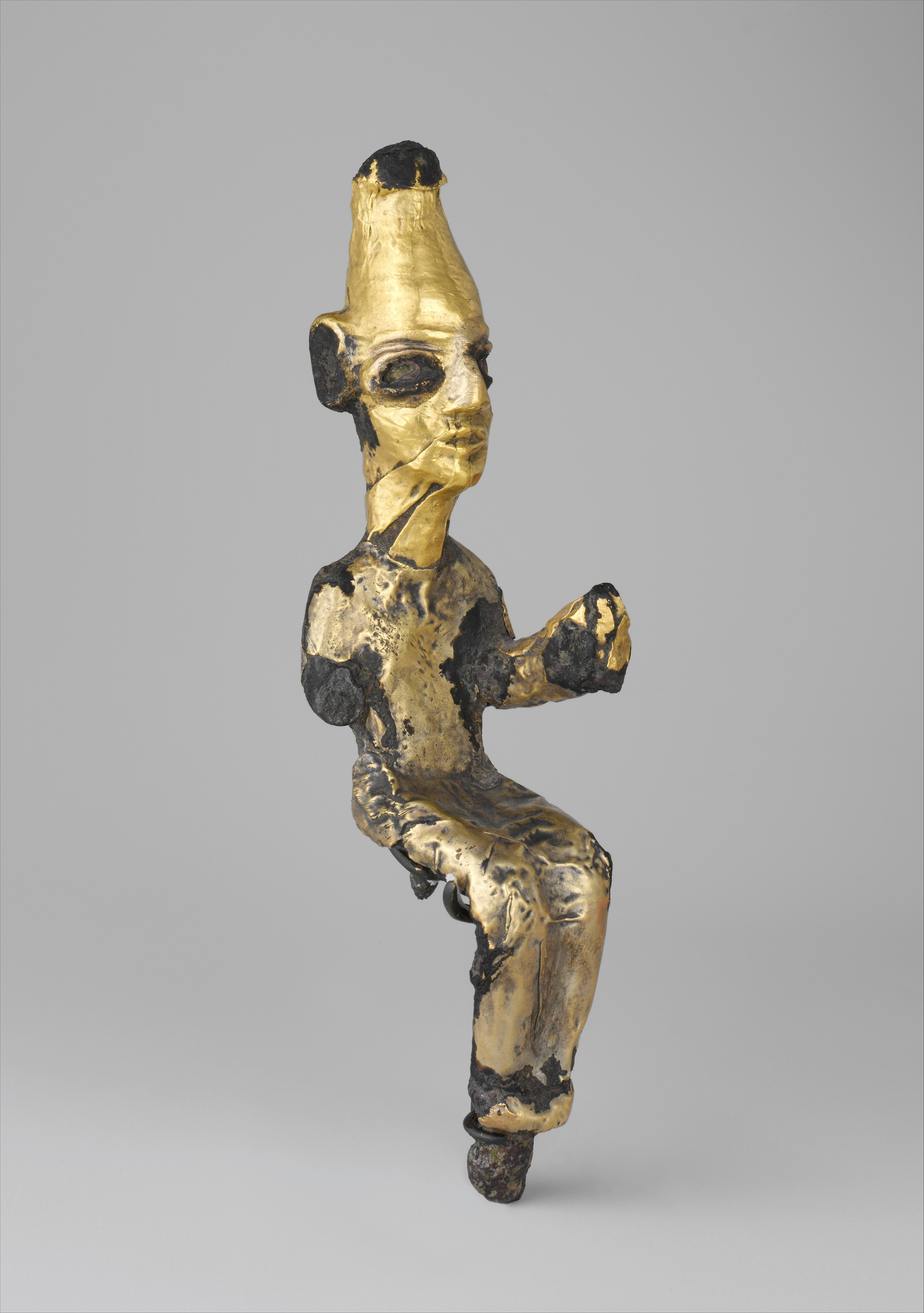
왕좌에 앉은 신 (기원전 14–13세기에 청동 및 금박으로 제작, 높이: 12.7 cm, 메트로폴리탄 미술관 소장

가나안은 오늘날 레바논, 이스라엘, 팔레스타인, 요르단 북부, 시리아 서부 일부 지역을 포함했다.:13 고고학자 조나단 터브(Jonathan N. Tubb)에 의하면, "암몬인, 모압인, 이스라엘인, 페니키아인 들은 분명하게 자신들만의 문화적 정체성을 이룩했으나, 민족적으로는 모두 가나안인들이며", "기원전 8000년기에 가나안 지역의 농경 마을에 정착한 동일한 사람들이다."라고 한다.:13–14
가나안이라는 명칭이 특정한 셈어 구사 인종 집단이 사는 곳을 나타내는지, 혹은 이 인종 집단의 본거지를 나타내는지, 아니면 이 인종 집단이 다스리는 지역을 나타내는지, 이 세가지를 모두 적용한 것인지에 대해선 불확실하다.
가나안 문명은 잠깐 동안의 기후 변화로 인한 장기간의 안정적 기후 상태에 대한 반응이었다. 이 시기에 가나안인들은 내륙 지역에서 농업 생산품에 특화한 소규모 왕국들과 더불어 해안가를 따라 상업 국가들을 형성하며, 고대 이집트, 메소포타미아(수메르, 아카드, 아시리아, 바빌로니아), 히타이트, 미노아 문명 등을 비롯한 중동 지역의 고대 문명들 사이의 중개자 위치로 번영을 누렸다. 해안 지역과 내륙의 농업 지역 간의 대립은 가나안 신화에서 테슙(후르리어) 혹은 바알 하다드(아모리어/아람어) 등 다양하게 불린 천둥신과 야아, 얌, 야으, 야후 등으로 불린 강과 바다의 신 간의 투쟁으로 묘사되었다. 초기 가나안 문명은 올리브, 주조용 포도, 피스타치오 등의 경제 작물들과 함께 다양한 지역 원예작물들을 기르는 소작농들, 주로 밀, 귀리 등의 대규모 곡물 경작을 하는 소작농 등으로 둘러싸인, 성벽을 두른 소규모 상업 도시들로 특정 지어진다. 초여름의 수확은 이동 방목 목축이 행해지던 시기로, 목동들은 우기 동안에 양때를 데리고 있다가 여름에 급수가 가까운 곳에 있는 수확이 끝난 그루터기에서 양때들을 풀 뜯게 하러 돌아왔다. 이러한 농업 순환의 증거는 게제르 달력과 성경 속 순환 절기에서 확인된다.

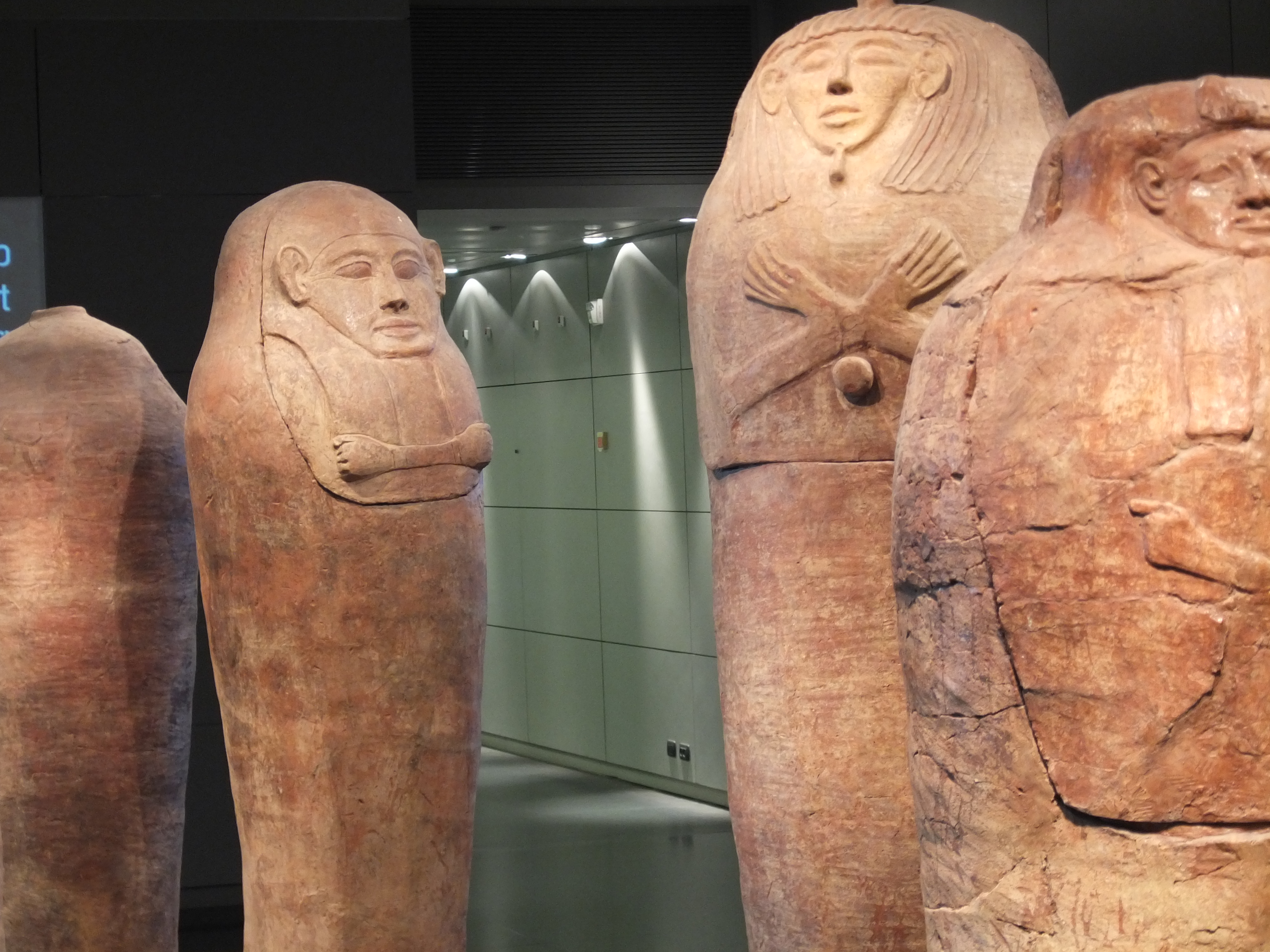
가나안의 사르코파구스 (이스라엘 박물관)

급속한 기후 변화의 기간에 이 혼합적인 지중해 농경 체계의 붕괴가 발생하였는데, 상업 작물들은 자급 농업적 생산물들로 대체되었고, 계절에 따른 이동식 방목은 1년 내내 이동하는 유목 목축 활동이 된 반면에, 부족 사회 집단들은 양때를 데리고 북쪽으로는 유프라테스강에서 남쪽으로는 이집트 삼각주까지 정기적인 패턴으로 이동하였다. 이따금, 부족 집단의 지도자들이 생겨나, 적의 취락을 습격하여 충성스러운 지지자들에게 약탈품이나 상인들한테서 징수한 징수금으로 보상하였다. 도시들은 한 데 모여 보복하거나 이웃 국가가 간섭을 한거나 지도자들이 운명의 기복을 겪게 되면, 동맹들은 떨어져 나가게 되거나 종족간의 불화가 다시 발발하게 되었을 것이다. 성경 속의 족장 시대 이야기는 이러한 사회 형태가 반영된 것이라 제시되기도 하였다. 메소포타미아의 아카드 제국의 붕괴와 이집트 제1중간기, 힉소스인들의 침입과 아시리아 및 바빌로니아의 중기 청동기 시대의 종결, 후기 청동기 시대 붕괴의 기간에, 이집트, 바빌로니아, 아시리아가 고립을 하면서, 가나안을 통한 교역이 줄어들었다. 기후가 안정되면서, 교역은 블레셋과 페니키아의 도시들이 있는 지역들인 해안을 따라 맨 먼저 재개되었을 것이다. 시장들이 다시 조성됨에 따라, 해안가의 무거운 이용세를 피했을 새로운 무역로가 카데시 바르네아에서 헤브론, 라키시, 예루살렘, 베델, 사마리아, 세겜, 실로 등을 거쳐 갈릴리를 거쳐 이스르엘, 하솔, 메기도로 발전했을 것이며, 가나안의 중요도가 다음가는 도시들이 이 지역들에서 발전하였을 것이다. 추가적인 경제 발전으로 에일라트, 팀나, 에돔(세일산), 모압, 암몬에서 다마스쿠스와 팔미라 등의 아람계 국가들로 이어지는 제3의 무역로가 있었을 것이다. 가나안의 초기 국가들은 일반적으로 내륙의 무역을 장악하려는 시도를 벌였으나 실패로 끝나고 말았다(예시로 유다 왕국과 사마리아의 경우에 블레셋인과 티레인들이 두 번째 교역로를, 유다 왕국과 이스라엘 왕국이 세 번째 교역로).
결국에, 이 교역의 번영은 가나안을 정치적으로 장악하고 공물, 세금, 관세 등을 징수해냈을 고대 이집트, 아시리아, 바빌로니아, 페르시아, 고대 그리스, 로마 같은 더 강력한 이웃한 지역 국가들을 불러들였을 것이다. 이러한 기간 동안에, 과도한 방목이 기후 재앙과 순환기의 반복을 일으킬 수 있었다(예시로 PPNB, 가술 문화, 우룩, 청동기 시대 순환기는 이미 언급된바 있었다). 후기 가나안 문명의 쇠퇴는 그리스로마 문화권(유대 속주)으로, 비잔티움 제국 시기를 거친 후에는 이슬람적인 아랍인과 우마이야 칼리파국으로 편입과 함께 일어났다. 가나안 문명의 두 가지 링구아 프랑카 중 하나인 서아람어는 여전히 소수의 시리아 마을에서 사용되며, 반면 페니키아의 가나안어는 대략 서기 100년에 사라졌다. 동아람어군의 영향을 받은 독특한 아카드어는 이라크, 이란, 시리아 북동부, 터키 남동부에 존재하는 아시리아인들이 사용한다.
텔 카브리는 중기 청동기 시대(기원전 2000–1550년)의 가나안 도시의 유적들이 존재한다. 이 시기의 갈릴리 서부 지역의 대부분의 중요 도시들처럼 이곳은 중심부에 왕궁이 있었다. 텔 카브리는 온전한 상태로 발굴된 유일한 가나안 도시인데 이곳이 버려진 후 어떠한 도시도 그 위에 지어지지 않았기 때문이었다. 이곳은 주요한 가나안 외부의 문화적 영향력이 미노아 문명이었다는 점에서 주목할만한데, 미노아 방식의 프레스코화가 텔 카브리의 왕궁을 장식하고 있다.

## 유대교 및 기독교 경전에서

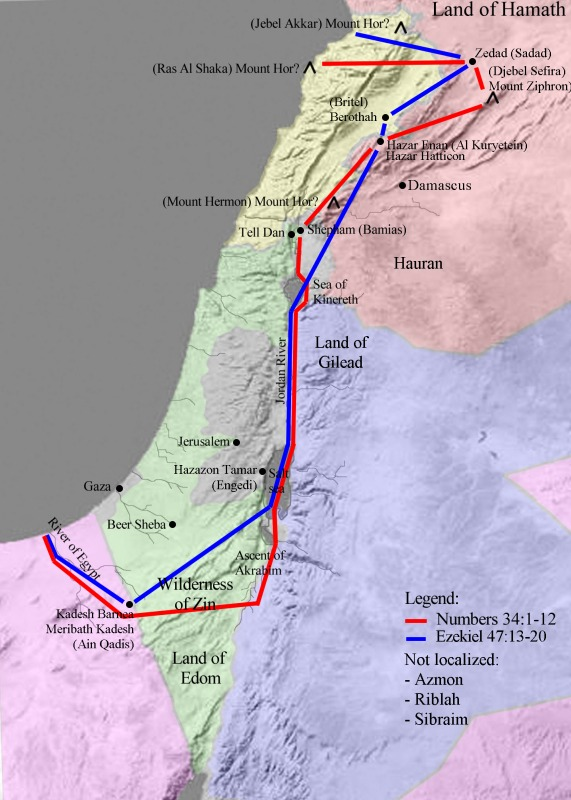
가나안 지도. 민수기 34장 1–12절에서 정의된 가나안은 붉은색으로 표시.

### 타나크
성경상의 사용에 있어서, 가나안이라는 이름은 요르단강 서부 지역으로 한정된다. 가나안인들은 "바다 옆에, 요르단강변 옆에" 사는 이들로 묘사된다(민수기 33:51; 여호수아기 22:9). 가나안은 특히 페니키아와 동일시되었다 (이사야서 23:11). 가나안 지역 환경에 중대한 요소 중 하나인 블레셋인들은 민족적으로 가나안인으로 보이지는 않으며, 미즈라임의 후예들로 노아의 아들들의 족보에 이름을 올렸다. 아람인, 모압인, 암몬인, 미디안인, 에돔인 들 역시도 셈 또는 아브라함의 후손들로 여겨지며, 가나안인/아모리인과는 구별되게 여겨졌다. 히타이트인을 나타내는 ‘헷’은 카나안의 아들 중 한 명이다. 시간이 흘러 히타이트인들은 인도유럽어 (‘네실리’라 총칭)를 사용했지만, 이들의 조상들인 하티인들은 연관성이 불분명하고 거의 알려지지 않은 언어 (‘하틸리')를 사용했었다.
호리인들이 가나안인이라는 것에 대한 직접적인 확증이 드물긴 하지만 이들이 가나안인임이 암시되었다(히위족). 상메소포타미아를 근거지로 한 후리인들은 후리어를 사용했다.
성경에서 이스라엘의 땅으로의 가나안의 땅의 개명은 이스라엘인들의 약속의 땅에 대한 정복을 상징적으로 나타낸다.
가나안과 가나아인은 타나크(구약성경)에서 대략 160회 언급되며, 주로 모세오경과 여호수아기 및 판관기 등의 경전 들에서다.
가나안이라 불린 선조가 노아의 손자들 중 한 명으로 처음 등장한다. 그는 함이 노아가 술에 취하여 벌거벗은 몸을 ‘보았기’ 때문에 함의 아들인 가나안이 영원히 노예가 되는 저주에 걸렸다라고 하는, 함의 저주라고 알려진, 이야기 동안에서 모습을 등장한다. “그의 아버지의 아내와 동침하는 자는 아버지의 나체를 발견하게 된다”라는 레위기 12장 11절에서 표현처럼, 때로는 ‘보았다’라는 표현이 성경에서 성적인 함축 표현을 지니기도 했다. 이에 따라, 해석자들은 어머니와의 근친을 암시하는 것을 포함하여, 함이 저지른 범죄 행위의 종류에 대한 다양한 가능성들을 제시해왔다.
신은 이후에 아브라함에게 가나안의 땅을 약속하고, 마침내 아브라함의 후손들인 이스라엘인들에게 전달한다. 성경상의 역사적 진실성은 고고학 및 문헌적 증거들이 초기 이스라엘인들이 사실은 가나안인들이었다라고 하는 견해를 뒷받침함에 따라 점차 논쟁의 대상이 되고 있다.
타나크는 가나안의 땅에 대한 경계들을 담고 있다. 민수기 34장 2절에는 “경계에 따라 정의된 가나안의 땅”이라는 구절이 있다. 이 경계는 민수기 34장 3–12절에서 서술되어 있다. 타나크에서 ‘가나안인’이라는 용어는 산악 지역의 거주민들과 대조적인, 바닷가와 요르단 강변을 따라 있는 저지대의 거주민들에게 특히 적용되었다. 제2성전기 무렵 (기원전 530년–서기 70년)에, 히브리어로 ‘가나안인’은 욥기 40장 30절이나, 잠언 31장 24절에서 해석되었던 것처럼 민족 명칭보다는, 상인에 대한 일반적 동의어가 되었다.
존 N. 오스월트는 "가나안은 요르단강 서쪽의 땅으로 이뤄지며 요르단강 동쪽 땅과는 구분되었다”며 언급한바 있다. 또한 그는 성경에 있어서 가나안은 ‘신의 선물로서의 땅’이자 ‘유복한 장소’라는 ‘신학적 성격’을 띤다고 하였다.
타나크는 ‘전기 예언서’ (נביאים ראשונים 네비임 리소님), 즉 여호수아서, 판관기, 사무엘서, 열왕기 등에서 이스라엘인들의 가나안 정복을 묘사했다. 이 구약성서의 정경(正經)들은 모세 사망 및 여호수아의 지도하에 이스라엘인들의 가나안 입성 이후의 이스라엘인들의 이야기에 대해 전한다. 기원전 586년에, 유대 왕국이 신바빌로니아 제국에 합병되었다. 예루살렘은 18달 혹은 30달간 지속된 공방전 끝에 함락되었다. 기원전 586년 무렵에, 유대 왕국의 대부분이 황폐화되었으며, 경제 및 인구에서 급격한 쇠퇴를 겪었다. 이로 인해 이스라엘인들의 후손들은 가나안의 지배권을 상실한다. 전기 예언서들의 내용들은 ‘신명기 역사’라 불리는 ‘거대한 역사서의 일부’이기도 하다.
흔히 노아의 아들들의 족보라 불리는 창세기의 구절은 가나안인들이 함의 아들이자 노아의 손자인 가나안(כְּנַעַן, Knaan)이라는 동명의 이름을 지닌 선조의 후손들이라 전한다.

가나안은 그의 장자인 시돈의 아버지이며, 히타이트인, 여부스인, 아모리인, 기르가스인, 히위인, 아르콰인, 신인, 아르왓인, 스말인, 하맛인들의 아버지이다. 이후에 가나인의 일족들은 흩어졌으며, 가나안의 경계는 시돈에서 게라르까지 지중해 연안을 가로질러 가자에 이르렀으며, 그 뒤에는 요르단강 유역 내륙 일대인 소돔, 고모라, 아드마, 스보임, 멀리는 라사까지 이르렀다.
족보에서 가나안의 장자라고 여긴 시돈은 레바논의 해안도시 시돈과 같은 이름을 지녔다. 이 도시는 페니키아 해안 일대를 지배했으며, ‘가나안의 땅’에 속했다고 말해지는, 다수의 민족 집단들을 상대로 헤게모니를 누렸을지 모른다.
유사하게, 가나안인들은 다음 지역들에 거주했다고 전해졌다:
- 페니키아에 해당하는 레바논(이사야서 23:11Template:Bibleverse with invalid book)과 불레셋에 해당하는 가자 지구(스바냐 2:5Template:Bibleverse with invalid book)를 포함하는 지중해 연안(여호수아서 5:1Template:Bibleverse with invalid book).
- 요르단강 유역 (여호수아서 11:3Template:Bibleverse with invalid book, 민수기 13:29Template:Bibleverse with invalid book, 창세기 13:12Template:Bibleverse with invalid book).

가나안인들 (히브리어: כנענים‎, 현대 히브리어: Kna'anim, 티베리아 히브리어: Kənaʻănîm)은 출애굽 사건 이후 이스라엘인들에게 밀려나간 7개의 가나안 지역 민족 집단 중 하나로 전해진다. 그리고 그 외에 다른 민족들에는 히타이트인, 기르가스인, 아모리인, 브리스인, 히위인, 여부스인 등이 있었다 (신명기 7:1Template:Bibleverse with invalid book).
‘희년서’에 따르면, 이스라엘인들의 가나안 정복은 가나안이 나일강 저 너머에 대하여 함의 분배 제안에 그의 형제들과 함께 하는 것을 꾸준히 거부하고, 대신에 셈의 것으로 묘사된 상속 재산으로 있던 지중해의 동부 해안가를 무단 ‘점거’한 것에서 비롯했다고 한다. 이에 인해 가나안은 동의한 토지 분배 안을 받아들이지 않은 것에 대해서 노아에게 더욱 큰 저주를 샀다고 전해진다.
613 계명 (과거에는 596개 계명) 중 하나는 7:1에서 언급되었듯이 기르가스인을 제외한 6개의 가나안 민족들의 도시 거주민들 중 그 누구도 살려두어선 안 된다고 하였다.
타나크는 가나안인들을 고대 이스라엘인들과 민족적으로 다르게 구분하지만, Jonathan Tubb과 마크 S. 스미스 등의 현대 학자들은 고고학 및 언어학적 《》설명을 기반으로 하여 북이스라엘 왕국과 유다 왕국이 가나만 문화의 부분 집합을 나타낸다는 이론을 세웠다.
많은 세기가 흐른 뒤에 ‘가나안인’이라는 이름은 기원전 5세기부터 고대 그리스인들에게 페니키아인들이라 알려진 사람들의 자칭 지명으로 확인되었고, 가나안어 사용자들의 카르타고 (기원전 9세기에 건립)로 이주가 이뤄진 뒤, 고대 후기 기간 북아프리카의 포에니인들의 자기지칭어 (chanani)로도 사용되었다. 이는 타나크의 후기 경전들에서 가나안인 및 페니키아인이라는 명칭에 대한 사용 방식 (즈가리야서의 끝 부분에서 이들 명칭들은 상인 계층 혹은 이스라엘이나 인근한 시돈과 티레에 있는 다신론자들을 나타낸다고 여겨진다)뿐만 아니라, 신약성경에서 독립적인 사용 방식을 반영한다 (신약에서는 이 용어들이 유사한 구절 두 개에서 ‘시리아페니키아’로 대체된다).

### 신약성경
가나안 (Χανάαν, Khanáan)이라는 이름은 신약성경에서는 사도행전에서 구약성경의 이야기를 다시 언급하면서 두 차례만 사용되었다. 추가로, 파생 형태 "Khananaia" (Χαναναία, 가나안 여인)가 마태오의 복음서의 시리아페니키아 여인의 딸의 퇴마에서 사용된 반면에 마르코의 복음서에서는 ‘시리아페니키아인’ (고대 그리스어: Συροφοινίκισσα)이라는 용어가 사용되었다.

## 그리스 로마 시기 역사서

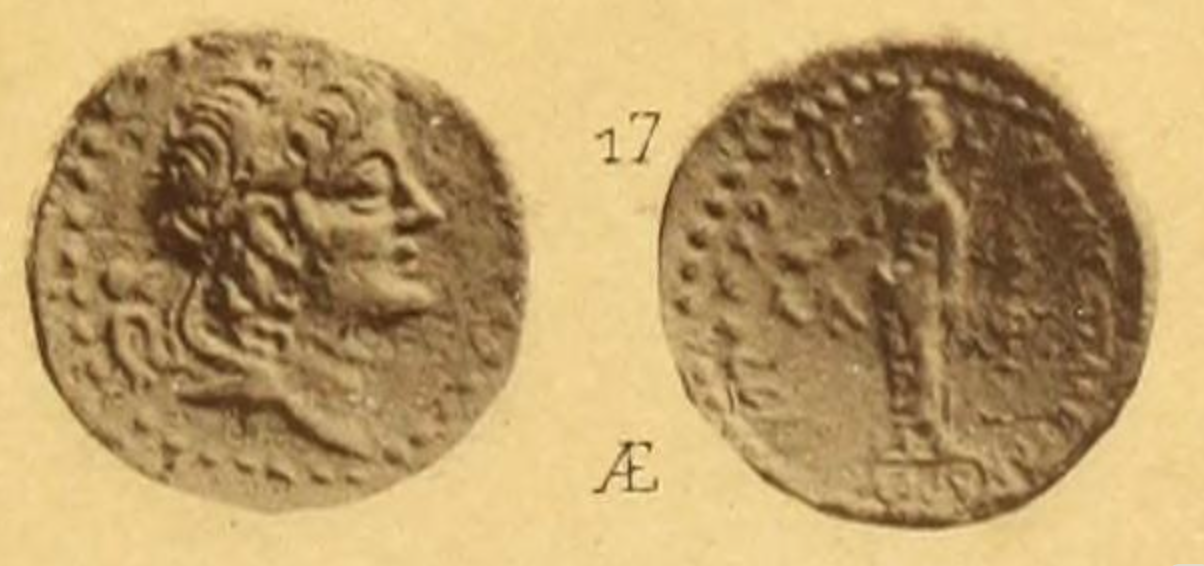
‘가나안의 메트로폴 라오디케이아’라는 문구가 있는 알렉산드로스 2세 자비나스의 주화

그리스어식 명칭인 페니키아는 호메로스의 일리아드와 오디세이 등에서 처음으로 확인되었다. 이 용어는 히브리어 성경에선 등장하지 않고, 사도행전을 통해 신약성경에서 세 번 등장했다. 기원전 6세기에, 밀레토스의 헤카타이오스는 "크나인들은 얼마 안 있어 페니키아인이라 불렸다”라고 하며, 페니키아가 과거에 크나χνα)라고 불렸다고 주장했는데, 이 명칭을 그의 신화학 연구서에 페니키아인들의 본래 이름으로 받아들였다. 상쿠니아톤에서 비롯한 단편적인 문헌들을 인용하며, 그는 비블로스, 베리토스, 티레 등이 최초로 지어진 도시들이며, 신화속의 크로노스에 지배하에 있었다고 이야기하며, 그곳들의 주민들이 어업, 사냥, 농경, 조선술, 저술 등을 고안해냈다고 보았다.
베이루트 / 라오디케이아의 주화는 ‘가나안의 메트폴리스, 라오디케이아’라는 문구가 담겨있다. 이 주화들은 안티오코스 4세 (재위: 기원전 175–164년)와 그의 후임자들 치세인 기원전 123년 시기까지의 것들 추정된다.
성 아우구스티누스는 또한 해상 민족 페니키아인들이 자신들의 고향을 부르는 말 중 하나가 ‘가나안’이라고 언급하기도 했다. 아우구스티누스는 북아프리카 내 히포의 교외 지역 사람들이 포에니어 자기지칭어인 ‘가나안인’(Chanani)를 유지했다라며 기록을 남기기도 했다. 라틴어로 ‘포에니’가 ‘비로마’적인 것을 의미하기도 했기에, 따라서 일부 학자들은 아우구스티누스가 말한 포에니어라고 나타낸 그 언어가   리비아어일 수도 있다고 주장하기도 한다.
헤로도토스의 기원전 480년경에 ‘팔라이스티네’라는 첫 사용과 더불어, 그리스인들은 페니키아를 제외한 가나안 지역과 거의 일치하는 지역에 대하여 불레셋인(필리스티아인) 또는 에게해의 펠라스기인에서 이름 붙여진 ‘팔레스타인’이라는 용어를 대중화시켰다. 기원전 110년부터, 하스몬 왕조는 유대-사마리아-에돔-이두래-갈릴리 연맹을 만들어내며 자신들의 영향력을 가나안 대부분으로 확장해냈다. 유대인 (정확히는 이우다이오스)은 유대라고도 알려지게 된 넓은 지역을 다스렸는데, 유대라는 용어는 과거에 유다 지파의 몫에 해당한 곳이자 옛 유다 왕국의 심장부였던 유대 산맥이라는 좁은 지역만을 나타냈다. 기원전 73–63년 사이에, 로마 공화정은 제3차 미트리다데스 전쟁 중 가나안으로 영향력을 확장했는데, 기원전 63년에 유대를 정복해냈고, 하스몬 왕국을 5개 지역으로 분리시켜냈다. 서기 130–135년경에, 바르 코크바의 난을 진압한 결과로, 유대 속주는 갈릴리와 합쳐져 시리아 팔라이스티나라는 새로운 속주가 되었다. 정확한 시기는 알려져 있지 않지만, 명칭이 바뀐 것은 하드리아누스와 관련된 정황증거가 존재한며,, ‘유대 지역의 해체를 완성하기’ 위한 것이라는, 이름 변경에 관한 일부 학자들의 설명은 논쟁 중에 있다.

## 고고학

### 초기 및 중기 청동기 시대

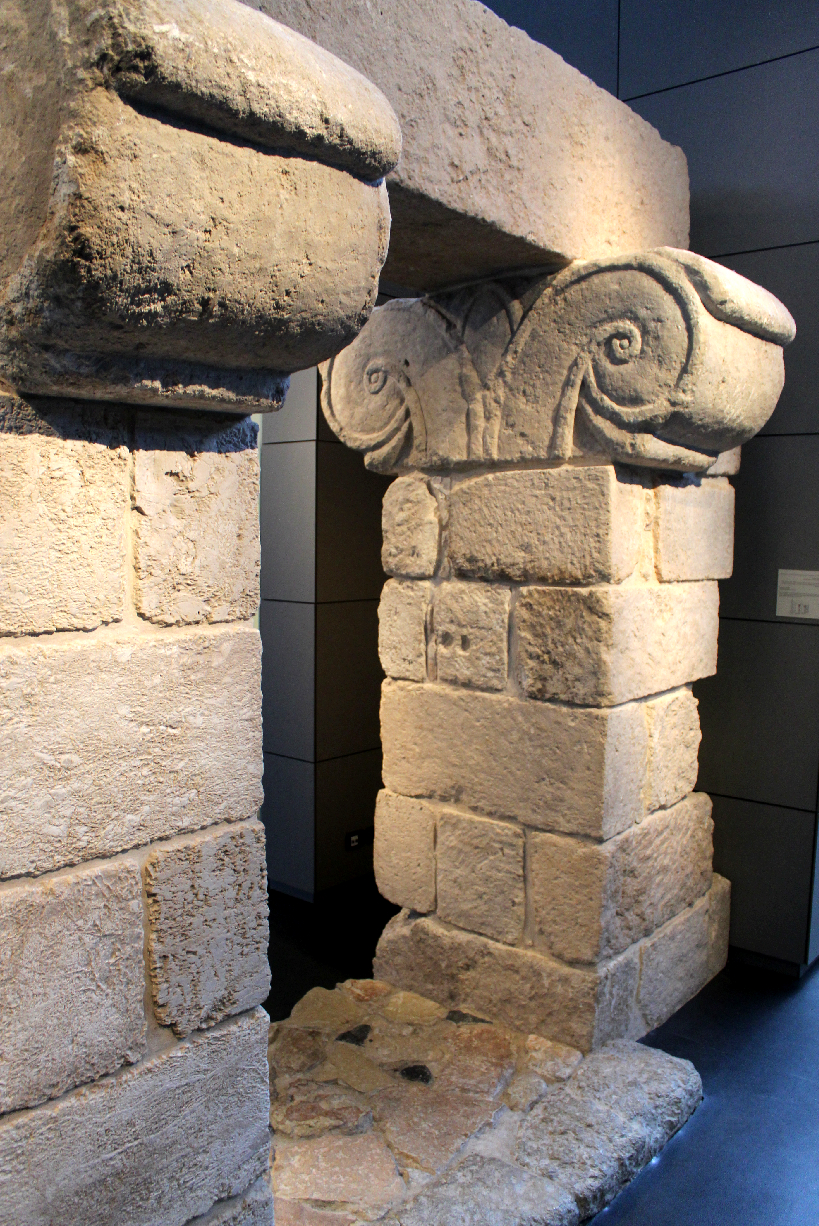
가나안 도시 하조르의 요새 성문으로, 현재 이스라엘 박물관에서 소장

텔 마르디크의 기록 보관소에서 나온 셈어로 된 에블라 문서(기원전 3550년경)의 ‘가나나(ga-na-na)의 주군’이란 논쟁이 된 언급은 일부 학자들에게 ‘가나안의 군주’라는 칭호로써 다곤 신을 언급하는 것으로 해석되었다. 만약 이들의 주장이 옳다면, 이는 에블라인들이 기원전 2500년 무렵부터 가나안을 하나의 정체로 이해하고 있었음알 시사했다는 것이 가능하다. 조너던 텁은 ‘가나나’라는 용어가 ‘가나안인에 대한 기원전 3천년기의 언급’을 나타내는 것일 수 있으며, 동시에 최초의 언급은 기원전 1800년이라 언급하였다.:15
무트비시르가 구 아시리아 제국 (기원전 2025–1750년)의 샴쉬아다드 1세 (기원전 1809–1776년경)에게 보낸 문서에 따르면 "산적때들(habbatum)과 가나안인 (Kinahnum)들이 라히숨(Rahisum)에 있다"라고 되어 있다. 이 문서는 1973년에 고대에 시리아에 있던 아시리아의 전초기지인 마리의 유적지에서 발견되었다. 키나흐눔에 관한 추가적인 언급도 같은 내용을 나타낸다. 로버트 드루스가 “가나안에 대한 첫 쐐기문자로 된 언급이 이드리미 왕의 알라라크 조각상 아래에서 발견되었다”라고 한 만큼 키나흐눔이라는 용어가 특정 지역 사람들을 나타내는 것인지 아니면 오히려 ‘외국 출신’ 사람들을 나타내는 것인지에 대한 논란이 있어 왔다.
암미야(Ammiya)가 “가나안 땅에 있다”라고 하는 문구가 오늘날 시리아의 알라라크에 있는 이드리미 조각상(기원전 16세기)에서 발견되었다. 그의 통치에 대해 민중들이 봉기를 일으키자, 이드리미는 쫓겨날 수밖에 없었고 그의 어머니의 일족들과 함께 ‘가나안 땅’으로 망명을 떠나는데, 이곳에서 그는 자신의 도시를 되찾기 위한 공격을 준비했다. 알라라크 문서들에서 그 밖의 언급들은 다음과 같다:
- AT 154 (알려지지 않음)
- AT 181: 아피루인들과 이들의 기원에 관한 목록. 가나안을 제외하면 모두 도시이다
- AT 188: 무스케누(Muskenu)인들과 이들의 기원에 관한 목록. 가나안 포함 세 지역을 제외하면 모두 도시이다
- AT 48: 가나안인 수렵꾼들과 계약.

## 같이 보기
- 구약성경
- 페니키아

## 주해
1. ↑  Mar. tu로, ‘천막 거주자들’이라는 뜻이다. 이후에 아무루(Amurru)라 불리었는데 성경에서는 아모리인으로 등장한다.